# جاک کارتر
جاک کارتر (انگلیسی: Jock Carter; ۱۱ نوامبر ۱۹۱۰ – ۲ ژوئیهٔ ۱۹۹۲) بازیکن فوتبال اهل بریتانیا بود.
از باشگاه‌هایی که در آن بازی کرده‌است می‌توان به باشگاه فوتبال ردینگ اشاره کرد.